# CA Ferrocarril Midland
Club Atlético Ferrocarril Midland – argentyński klub piłkarski z siedzibą w Merlo wchodzącym w skład zespołu miejskiego Buenos Aires.

## Historia
Ferrocarril Midland założony został 28 czerwca 1914 przez pracowników brytyjskiej firmy kolejowej Ferrocarril Midland de Buenos Aires. W 1929 klub podzielony został na dwa kluby - Club Midland i Club Atlético Libertad, które w 1933 ponownie się połączyły.
Klub występował w ligach regionalnych do 1960 roku, kiedy to został przyjęty do AFA. Rok później przystąpił do rozgrywek w Primera D, która była wtedy IV ligą. W latach 90. klub grał w III lidze (Primera C Metropolitana), a nawet na krótko zawitał do II ligi (Primera B Nacional). W 1989 Ferrocarril Midland rozegrał 50 meczów bez porażki, ustanawiając rekord Ameryki Południowej.